# Bogatovskij rajon
Il Bogatovskij rajon (in russo Богатовский район?) è un rajon dell'Oblast' di Samara, nella Russia europea. Istituito nel 1935, il suo capoluogo è Bogatoe.